# كلايد فريدريك شانون جونيور
كلايد فريدريك شانون جونيور (بالإنجليزية: Clyde Frederick Shannon Jr.)‏ هو محامي وقاضي أمريكي، ولد في 1942 في مارشال في الولايات المتحدة.